# Csepecz Ferenc
Csepecz Ferenc (Rácalmás, 1937. május 3. –) labdarúgó, hátvéd, fotóművész.

## Pályafutása
1959 és 1970 között a Dunaújvárosi Kohász labdarúgója volt. Az élvonalban 1966. március 13-án mutatkozott be az MTK ellen, ahol 0–0-s döntetlen született. Az élvonalban 72 mérkőzésen szerepelt.
2001-ben MAFOSZ fotóművész diplomát szerzett.

## Sikerei, díjai
- Dunaújváros Sportjáért Díj (2015)[2]
- Terstyánszky Ödön-díj (2017)[3]